# Pouvoir judiciaire au Niger
Le pouvoir judiciaire actuel du Niger est établi avec la création de la Quatrième République en 1999. La constitution de décembre 1992 est révisée par référendum national le 12 mai 1996 et, à nouveau, par référendum, révisée à la version actuelle le 18 juillet 1999. Il s'agit d'un système inquisitoire basé sur le Code Napoléon, établi au Niger pendant la domination coloniale française et la constitution de 1960 du Niger. La cour d'appel examine les questions de fait et de droit, tandis que la Cour suprême examine l'application du droit et les questions constitutionnelles. La Haute Cour de justice (HCJ) traite les affaires impliquant de hauts fonctionnaires. Le système judiciaire comprend également des tribunaux pénaux civils, des tribunaux coutumiers, une médiation traditionnelle et un tribunal militaire. Le tribunal militaire accorde les mêmes droits que les tribunaux pénaux civils; cependant, les tribunaux coutumiers ne le font pas. Le tribunal militaire ne peut juger des civils.

## Structure judiciaire
Le système judiciaire indépendant du Niger est composé de quatre juridictions supérieures - la Cour d'appel, la Cour suprême, la Haute Cour de justice et la Cour de sûreté de l'État - ainsi que de juridictions inférieures pénales, civiles et d'appel.

### Cour suprême du Niger
La Cour suprême du Niger est la plus haute instance judiciaire de l'État en matière administrative, judiciaire et financière. La Cour suprême connaît des pourvois formés par les juridictions civiles et pénales inférieures, elle ne statue que sur l'application de la loi et les questions constitutionnelles : les cours d'appel inférieures peuvent statuer sur les pourvois portant sur des questions de fait et de droit.

### Cour d'appel du Niger
La Cour d'appel du Niger, une dans chacune des huit régions du Niger, examine les questions de fait et de droit en matière pénale et civile, et les décisions peuvent faire l'objet d'un recours devant la Cour suprême du Niger.

### Cour constitutionnelle du Niger
La Cour constitutionnelle du Niger est compétente en matière constitutionnelle et électorale. Il s'agit d'une juridiction provisoirement organisée, ce que le système juridique français appelle une cour d'exception. Elle est chargée de statuer sur la constitutionnalité des lois et des ordonnances, ainsi que sur le respect des traités et accords internationaux. La Cour comprend sept membres. Ces sept membres sont choisis pour un mandat de six ans, renouvelable ensuite pour deux ans. Le président de la Cour est choisi par les autres membres pour trois ans. Ils sont inamovibles. Ils doivent comprendre certaines professions choisies par certaines institutions, et nommées par le président.
Selon la Constitution, il s'agit de :
- Deux professionnels "de grande expérience", l'un choisi par l'Assemblée, l'autre par le Président ;
- Deux magistrats, élus par leurs pairs ;
- Un avocat (avocat pénaliste) élu par ses pairs ;
- Un professeur de droit titulaire d'un doctorat, élu par ses pairs ;
- Un représentant de l'Association pour la défense des droits de l'homme, choisi par cette organisation ;

En mai 2009, les membres étaient
Salifou Fatimata Bazeye (président), Oumarou Yayé (vice-président), Karimou Hamani, Mahamane Boukari, Aboubacar Maïdoka, Oumarou Ibrahim, Abdoulaye Diori Kadidiatou Ly; et Daouda Fatima (secrétaire).
Elle peut être appelée à statuer par certains déclencheurs constitutionnels (élections, référendum, révision constitutionnelle) ou à la demande du Président, du Président du l'Assemblée nationale, soit par le vote d'un cinquième des membres de l'Assemblée nationale. Lorsqu'il est appelé à rendre des décisions contraignantes, il est l'arbitre final et les décisions doivent être rendues dans les 30 jours. Plus récemment, il s'est fait connaître lorsqu'on lui a demandé de rendre une décision non contraignante sur le projet du président Mamadou Tandja d'organiser un référendum sur une nouvelle constitution. Son opposition, présentée le 26 mai 2009, a provoqué la destitution présidentielle de l'Assemblée nationale,.

### Haute Cour de Justice
Les crimes ou délits commis par les agents de l'Etat dans l'exercice de leurs fonctions sont jugés par la Haute Cour de Justice, cour d'exception. Cette juridiction est composée de sept députés élus au sein de l'Assemblée nationale à titre provisoire, et organisée et instruite par la Cour suprême du Niger. 

### Cour de sûreté de l'État
La Cour de sûreté de l'État, créée sous le règne de Seyni Kountché dans les années 1970, est une juridiction militaire chargée de juger les infractions commises par les militaires et la police, mais aussi permettant aux militaires nigériens de juger les civils accusés de crimes touchant aux secrets d'État, à la défense, à l'espionnage, ou la sécurité intérieure. La fermeture du tribunal est l'un des premiers actes de l'Assemblée nationale de 1991, qui a conduit à la Troisième République. En 2007, certains éléments du tribunal sont rétablis, mais il ne peut plus juger de civils. 

### Juridictions pénales et civiles
Le droit nigérien est calqué sur le système judiciaire français, dans lequel les juges d'instruction élaborent et jugent les affaires pénales qu'ils jugent. Les juridictions pénales sont fondées sur ce système de "juge d'instruction". Les cours d'appel – jusqu'à la Cour suprême du Niger incluse – sont des collèges de juges professionnels qui entendent les appels en matière pénale.

#### Procédure pénale
La constitution de 1999 et la loi nigérienne exigent un mandat d'arrêt, et cela est généralement observé dans la pratique, en dehors des zones soumises à des états d'urgence spéciaux, comme toute la région d'Agadez entre 2007 et 2009. Les juges et les procureurs évaluent les preuves et délivrent des mandats en conséquence. Les personnes sont traduites devant une justice indépendante.
Les personnes arrêtées doivent être informées de leur droit à un avocat dans les 24 heures suivant leur arrestation. La loi nigérienne autorise la détention initiale d'individus pour une durée maximale de 48 heures sans inculpation, et autorise une période de détention supplémentaire de 48 heures si la police a besoin de plus de temps pour rassembler des preuves. Les détenus ont droit à une décision judiciaire rapide. Les forces de sécurité doivent informer les détenus des charges retenues contre eux dans les plus brefs délais. La loi prévoit une détention provisoire maximale de 30 mois pour les crimes graves et de 12 mois pour les délits mineurs, avec des prolongations spéciales dans certaines affaires sensibles.
La loi affirme la présomption d'innocence. Les procès sont publics et des jurys sont utilisés. Les accusés ont droit à un avocat, y compris un avocat aux frais de l'État pour les mineurs et les accusés indigents accusés de crimes passibles d'une peine de 10 ans ou plus. Il existe un système de cautionnement opérationnel pour les crimes passibles d'une peine de moins de 10 ans d'emprisonnement. Les indigents bénéficient d'un avocat commis d'office. L'ignorance généralisée de la loi et le manque de moyens financiers ont empêché de nombreuses personnes d'exercer pleinement leur droit à un avocat et d'utiliser le système de mise en liberté sous caution. Les accusés ont également le droit d'être présents au procès, de confronter les témoins et de présenter des témoins en leur nom propre. Le gouvernement a l'obligation légale d'informer les défendeurs de toutes les preuves retenues contre eux, et les défendeurs ont accès aux preuves détenues par le gouvernement. Les défendeurs peuvent faire appel des verdicts, d'abord devant la cour d'appel, puis devant la Cour suprême .

### Système judiciaire civil
Le droit civil au Niger est calqué sur le droit civil français. Les tribunaux de procédure civile de chaque grande ville qui entendent les procès liés aux affaires civiles et peuvent appliquer des recours judiciaires, tandis qu'une seule entité d'appel est responsable des recours administratifs. 

### Tribunaux coutumiers
Les chefs traditionnels peuvent agir en tant que médiateurs et conseillers et ont une autorité dans les affaires de droit coutumier ainsi qu'un statut en vertu du droit national lorsqu'ils sont désignés comme auxiliaires des fonctionnaires locaux. Dans le cadre des tribunaux coutumiers et de la médiation traditionnelle, les individus ne bénéficient pas des mêmes protections juridiques que ceux qui utilisent les systèmes judiciaires formels. Ils sont habilités à arbitrer de nombreuses affaires relevant du droit coutumier, notamment les litiges relatifs au mariage, à l'héritage, à la terre et à la communauté, mais pas toutes les affaires civiles. Les chefs reçoivent des allocations du gouvernement, mais n'ont aucun pouvoir policier ou judiciaire.
Les tribunaux coutumiers, qui jugent les affaires de droit civil, reposent en grande partie sur la loi islamique et la tradition locale, et ne sont situés que dans les grandes villes. Ces tribunaux sont dirigés par un juriste ayant reçu une formation juridique de base, conseillé par un assesseur connaissant les traditions de la société. Les actions judiciaires des chefs et des tribunaux coutumiers ne sont pas réglementées par le droit formel, et les défendeurs peuvent faire appel d'un verdict dans le système judiciaire formel.

## Profession légale
Les avocats au pénal et au civil portent le titre d'avocat, comme en français. Un avocat est autorisé à agir dans toutes les affaires juridiques entre son client et d'autres parties, y compris la représentation devant un tribunal.
Les autres professionnels du droit sont les notaires, des techniciens juridiques autorisés à traiter des affaires civiles et commerciales telles que les successions et autres affaires de droit de la famille (sauf le divorce), les biens immobiliers, les baux, les hypothèques, les contrats et autres affaires commerciales.
Toutefois, si une affaire devait être portée devant un tribunal, un notaire doit faire appel aux services d'un avocat pour représenter son client. Les deux avocats et notaires porter le titre de "Maître " comme une question d'honneur. 

## Système carcéral
Le Niger compte trente-cinq prisons, mais celles-ci sont critiquées pour leur mauvais fonctionnement et leur surpopulation. 

## Violations des droits signalées

### Procédure judiciaire
Bien que les citoyens du Niger jouissent de droits légaux étendus, l'ingérence du gouvernement, la corruption, la pauvreté et l'ignorance généralisée de la loi empêchent de nombreux accusés de profiter pleinement de ces droits. Bien que les avocats fournissent des conseils à la demande du gouvernement, ce dernier a l'habitude de ne pas les rémunérer. Les femmes n'ont pas le même statut juridique que les hommes dans les tribunaux coutumiers et la médiation traditionnelle, et ne bénéficient pas du même accès aux recours juridiques,.
Selon le gouvernement des États-Unis, il est signalé en 2008 que plusieurs personnes ont été détenues arbitrairement dans le cadre de l'état d'alerte. Les personnes impliquées dans des affaires sensibles ont parfois été détenues plus longtemps que la loi ne le permettait .
Il y a de sérieux arriérés dans le système judiciaire. Certaines personnes attendent jusqu'à six ans pour être jugées. Fin 2008, 70 % des détenus de la prison civile de Niamey attendent leur procès. Ces retards dans les procès sont attribués à la longueur des procédures judiciaires, à l'insuffisance des ressources, au manque de personnel et à la corruption.

### Impartialité judiciaire
Bien que la constitution et la loi prévoient un pouvoir judiciaire indépendant, cela n'est pas le cas dans la pratique sous le gouvernement Hamani Diori (1960-1974) et les trois régimes militaires suivants (1974-1991, 1996-1999, 1999). Sous la Cinquième République du Niger après 1999, le pouvoir exécutif est accusé d'interférer avec le processus judiciaire, en particulier dans des affaires très médiatisées ou dans des affaires liées à la liberté de la presse. Amnesty International et Reporters sans frontières accusent le gouvernement du Niger d'arrestations, de procès, de détentions et de jugements à motivation politique dans des affaires contre des membres de la presse critiques à l'égard du gouvernement. La corruption et l'inefficacité demeurent des problèmes au sein du système judiciaire. Les juges craindraient parfois d'être réaffectés ou de voir leurs avantages financiers réduits s'ils rendent une décision défavorable au gouvernement. Dans les affaires civiles, il est signalé que les liens familiaux et commerciaux influencent les décisions des tribunaux inférieurs. Dans certains cas, les juges accordent une liberté provisoire dans l'attente du procès à des accusés notoires. Ces accusés sont rarement rappelés pour être jugés, jouissaient d'une totale liberté de mouvement et peuvent quitter le pays. 
Un sondage d'opinion publique de 2008 révèle que seulement 49 % des Nigériens ont confiance dans leur système judiciaire, contre 56 % en 2006. 
Dans le même temps, les tribunaux civils locaux sont considérés par le gouvernement des États-Unis comme généralement indépendants et impartiaux, et il est possible de demander des dommages-intérêts pour des violations des droits de l'homme. L'un de ces cas est le procès très médiatisé d'une femme qui a poursuivi avec succès le gouvernement nigérien pour ne pas avoir appliqué la législation anti-esclavagiste en 2008.